# گسل بینالود
گسل بینالود با راستای خم‌دار شمال‌غربی – جنوب‌شرقی و درازای حدود ۹۲ کیلومتر، در پای دامنه جنوب‌غربی رشته‌کوه بینالود قرار دارد و از ۱۵ کیلومتری شرق نیشابور می‌گذرد. اختلاف بلندی ناگهانی و شدید میان دشت و کوه‌های شمال نیشابور در راستای گسل فعال بینالود است. سازوکار این گسل، راندگی با شیب به سمت شمال‌شرقی است.